# Vesse-de-loup perlée
Lycoperdon perlatum
Espèce
Lycoperdon perlatum, la Vesse-de-loup perlée, est une espèce de champignons basidiomycètes de la famille des Agaricaceae. 
Son sporophore est de taille moyenne avec un chapeau rond  blanc écru recouvert de petits aiguillons et de grosses verrues qui tombent progressivement. Il se rétrécit en un large pied lui aussi blanc écru. À maturité, l'ensemble devient brun, et un pore se déchire au sommet pour libérer les spores en bouffée lorsque le corps est comprimé par la chute de gouttes de pluie. Cette espèce, très répandue avec une distribution mondiale, se développe en symbiose mycorhizienne dans les forêts de conifères et mixtes, plus rarement dans les prairies. Il s'agit d'un champignon comestible lorsque sa chair est blanche mais son commerce est rare.

## Taxonomie
Ce taxon est décrit pour la première fois selon la méthode binomiale de Carl von Linné sous le nom Lycoperdon perlatum en 1796 par le mycologue parisien d'origine sud-africaine Christiaan Hendrik Persoon. Un de ses synonymes particulièrement employé aux XIXe et XXe siècles est Lycoperdon gemmatum, décrit en 1783 par le naturaliste allemand August Batsch.

### Étymologie
L'étymologie de l'épithète spécifique perlatum n'est pas claire. Selon les sources, elle pourrait provenir du latin perlatum (« répandu »), du latin perlate (« très grand, très élargi »), ou de l'italien perlato (« perlé »).

### Phylogénie
Lycoperdon perlatum est l'espèce type du genre Lycoperdon. Les analyses moléculaires suggèrent une relation phylogénétique étroite avec Lycoperdon marginatum.

### Nom français
Ce taxon porte en français le nom vulgarisé et normalisé « Vesse de loup perlée »,,.

### Synonymie
Lycoperdon perlatum a pour synonymes :
- Lycoperdon bonordenii Massee
- Lycoperdon excipuliforme var. perlatum (Pers.) J.Kickx f.
- Lycoperdon gemmatum var. perlatum (Pers.) Fr.
- Lycoperdon gemmatum Batsch
- Lycoperdon lacunosum Bull.
- Lycoperdon perlatum var. albidum Alb. & Schwein.
- Lycoperdon perlatum var. bonordenii (Massee) Perdeck
- Lycoperdon perlatum var. dobremezianum Kreisel
- Lycoperdon perlatum var. lacunosum (Bull.) Rea
- Lycoperdon perlatum var. lacunosum Pers.

## Description
La Vesse-de-loup perlée est un champignon muni d'un chapeau rond mesurant de 10 à 80 mm de haut et jusqu'à 60 mm dans sa partie la plus large, allant en s'amenuisant vers un pied conique large de 30 mm et dont la hauteur représente les deux tiers de l'ensemble. Sa surface et sa gleba sont d'un blanc cassé au stade jeune. Le chapeau est recouvert de petits aiguillons et de grosses verrues coniques qui chutent progressivement en laissant apparaître de petites cicatrices rondes et possède un petit mamelon à son sommet. À maturité, sa surface devient lisse, brunâtre puis brun olive et un pore rond et régulier s'ouvre en déchirant le sommet pour libérer une sporée brun olive. Sa saveur est douce et son odeur faible,,.
Ses spores sont brunes, rondes et finement verruqueuses. Elles mesurent de 3,5 à 4,5 µm de diamètre. Elles sont portées par deux ou quatre par des basides clavées mesurant de 7 à 10 µm de haut pour 4 à 5 µm de large.
Des gouttes de pluie d'un diamètre de 1 mm ou plus sont suffisantes pour faire fonctionner le mécanisme d'expulsion des spores. En tombant sur le chapeau dont l'endoperidium est imperméable, elles le compriment, ce qui largue une bouffée de spores qui atteint une hauteur d'un centimètre en un centième de seconde environ après l'impact. Un seul individu peut être actionné plusieurs milliers de fois au cours d'une saison.

## Galerie

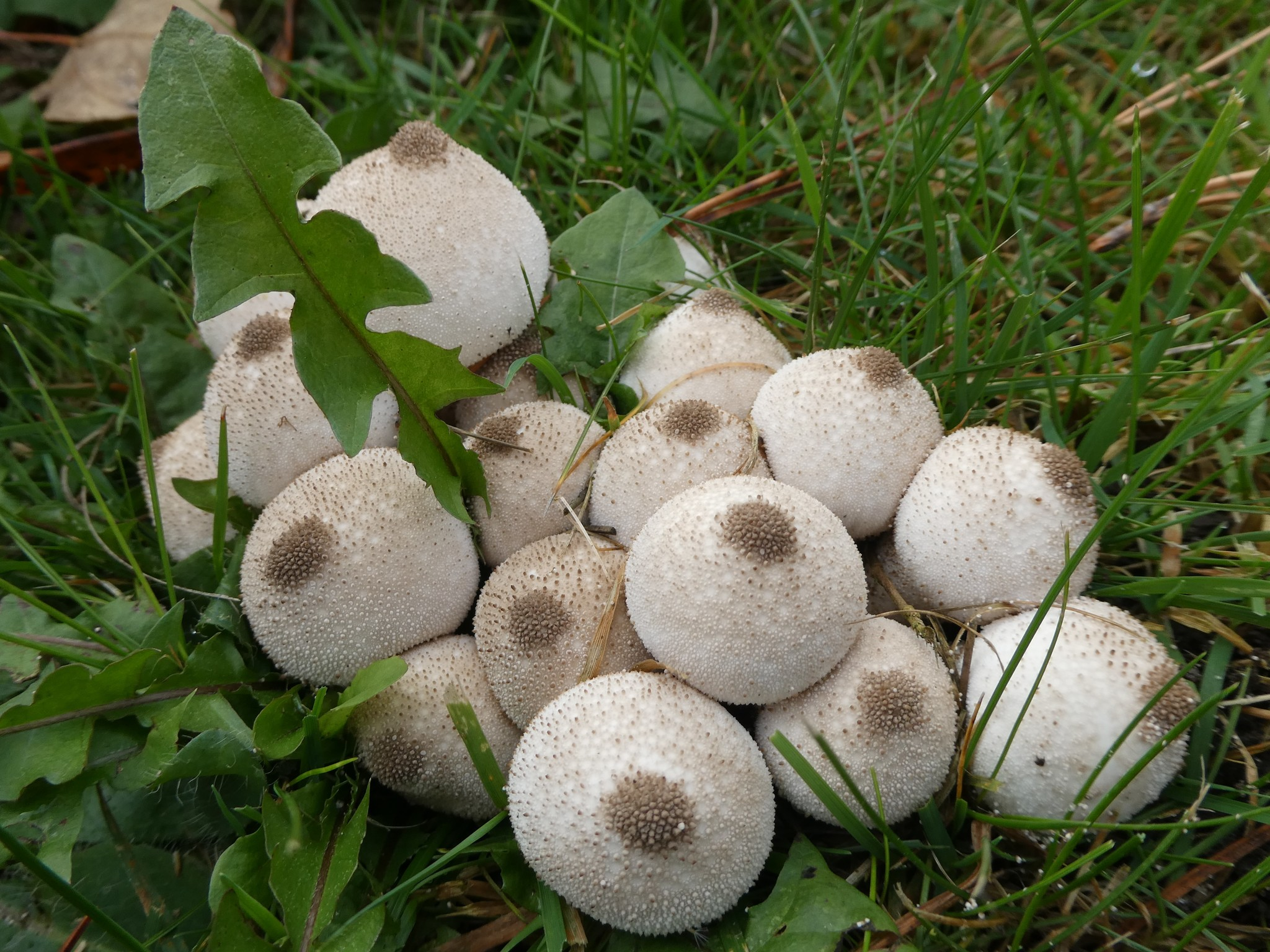
Vesse-de-loup-perlée.
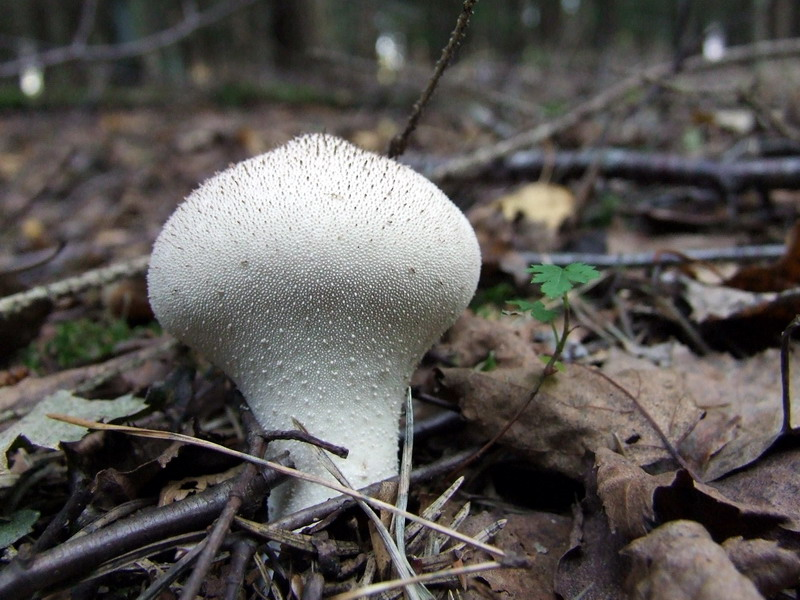
Vesse-de-loup perlée dans la forêt de Karmélava (Lituanie).
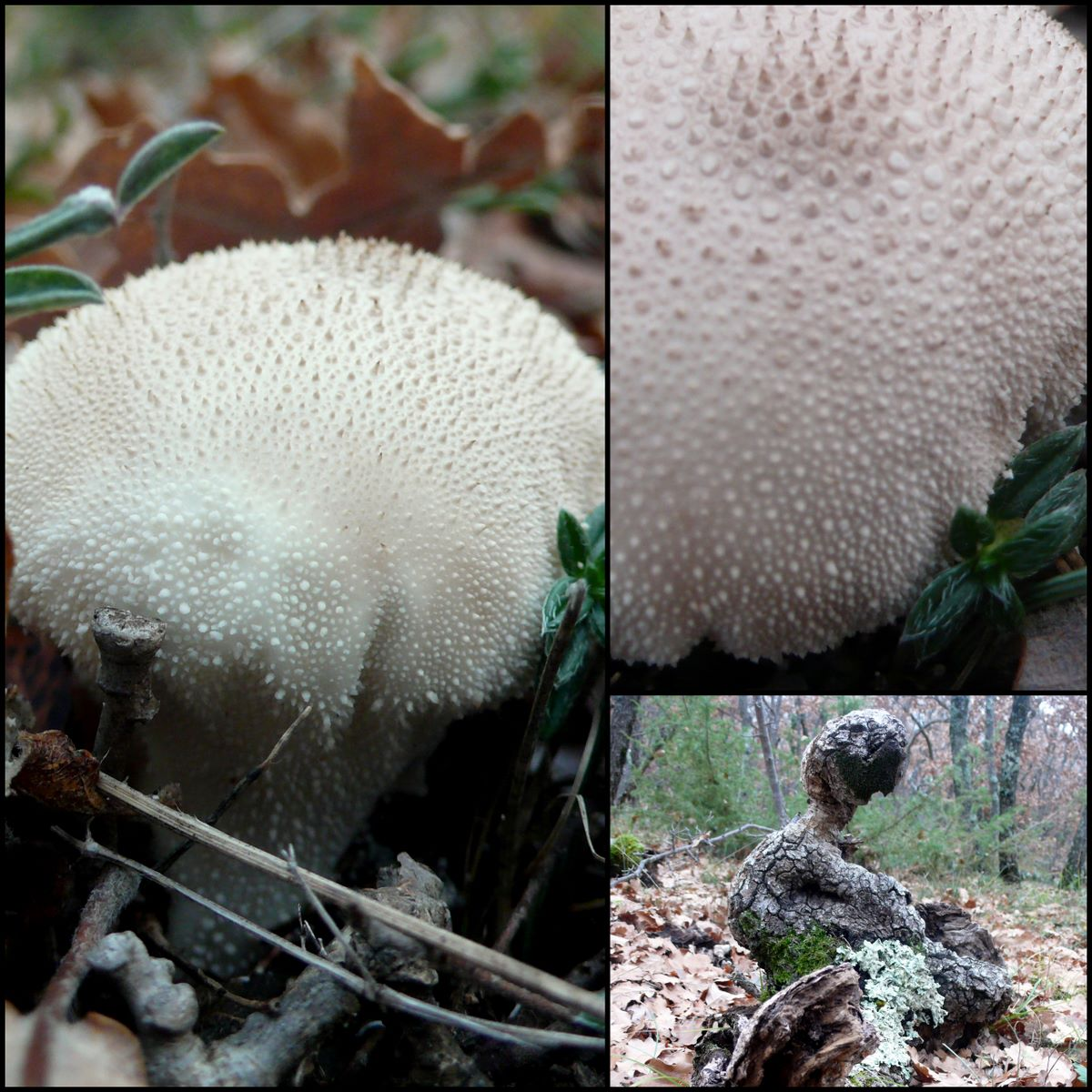
Vesse-de-loup perlée dans des sous-bois des Alpes-de-Haute-Provence (France).
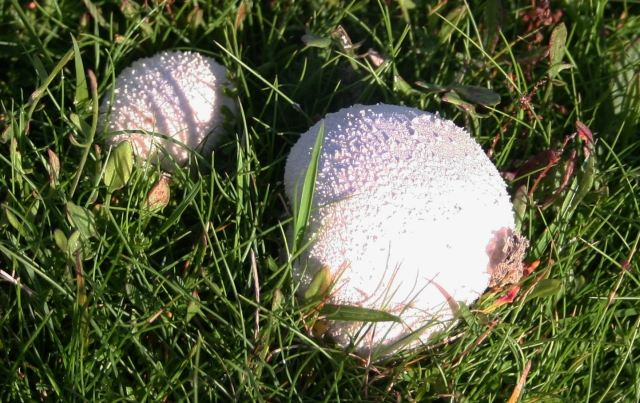
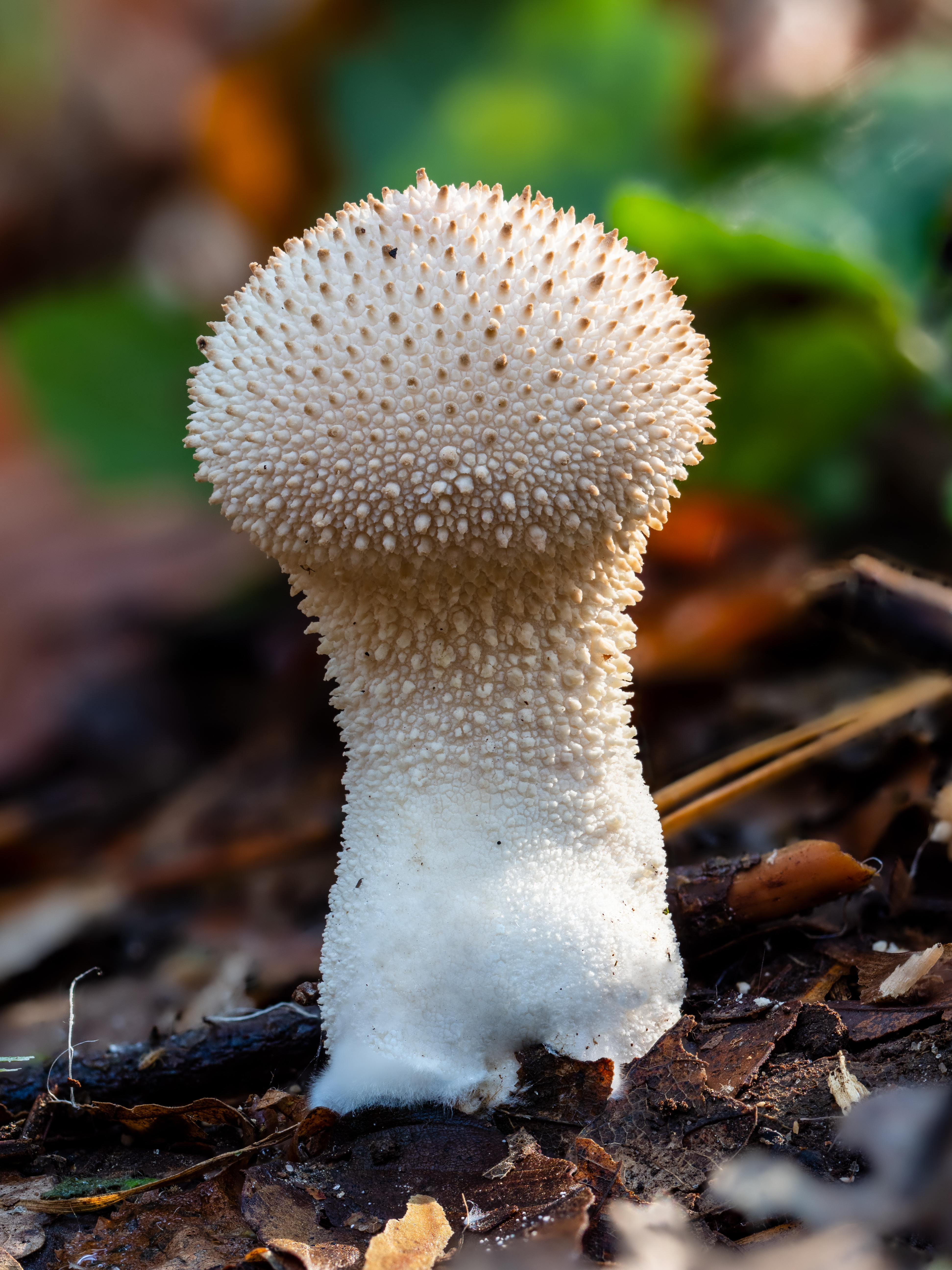
Vesse-de-loup perlée.
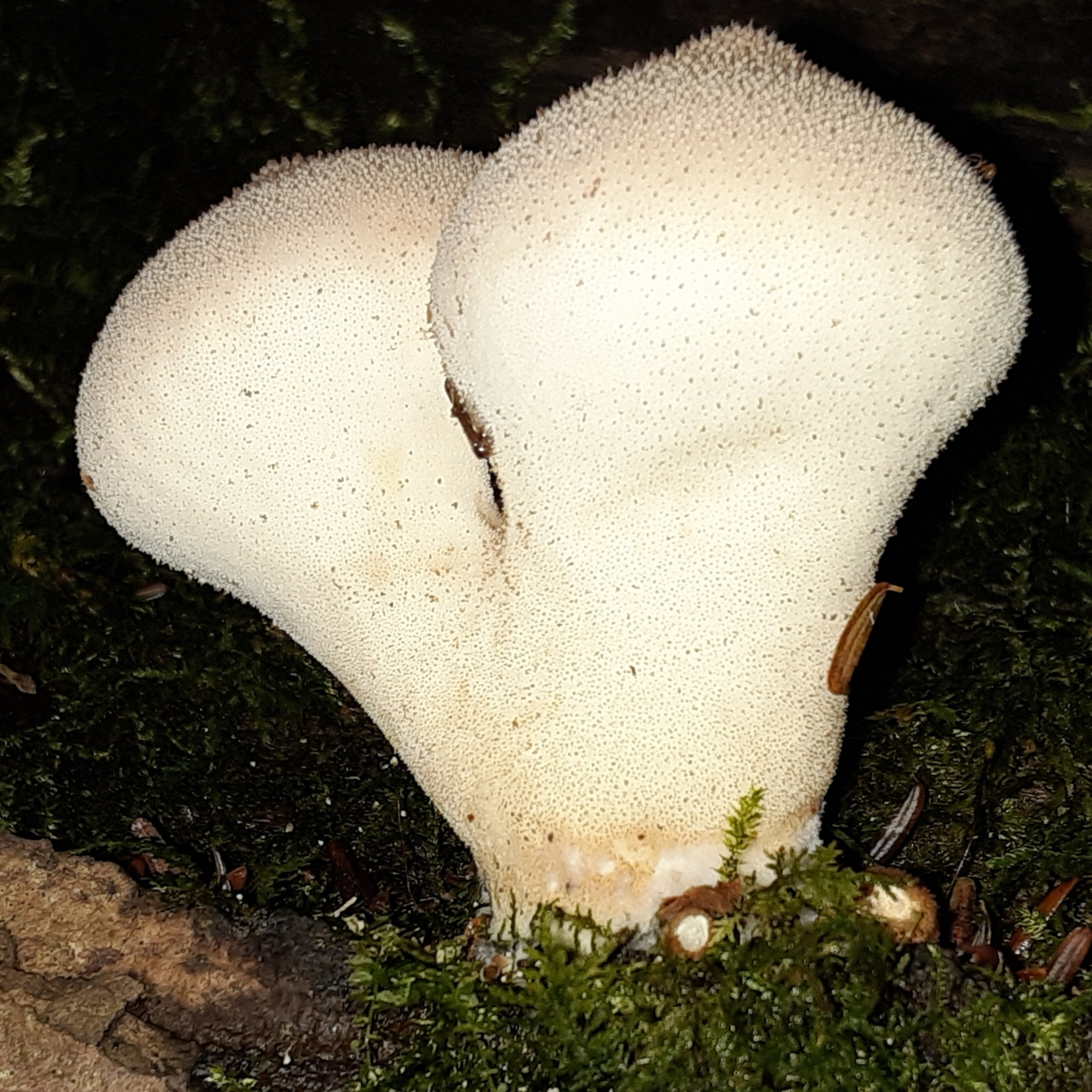
Pieds connés.
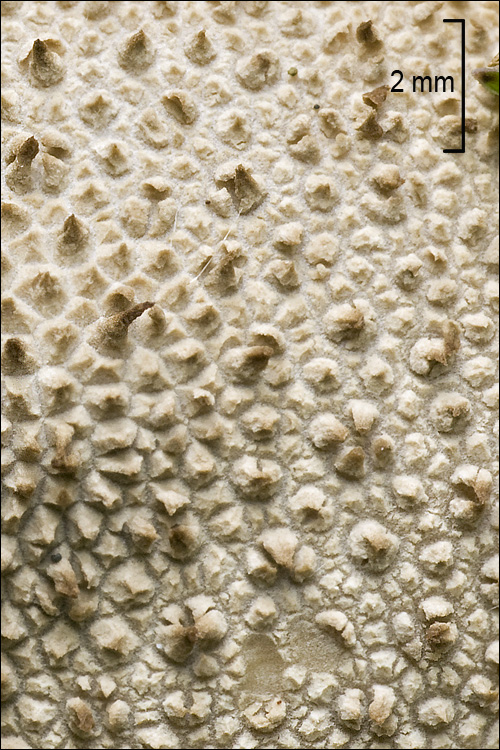
Aiguillons et verrues.
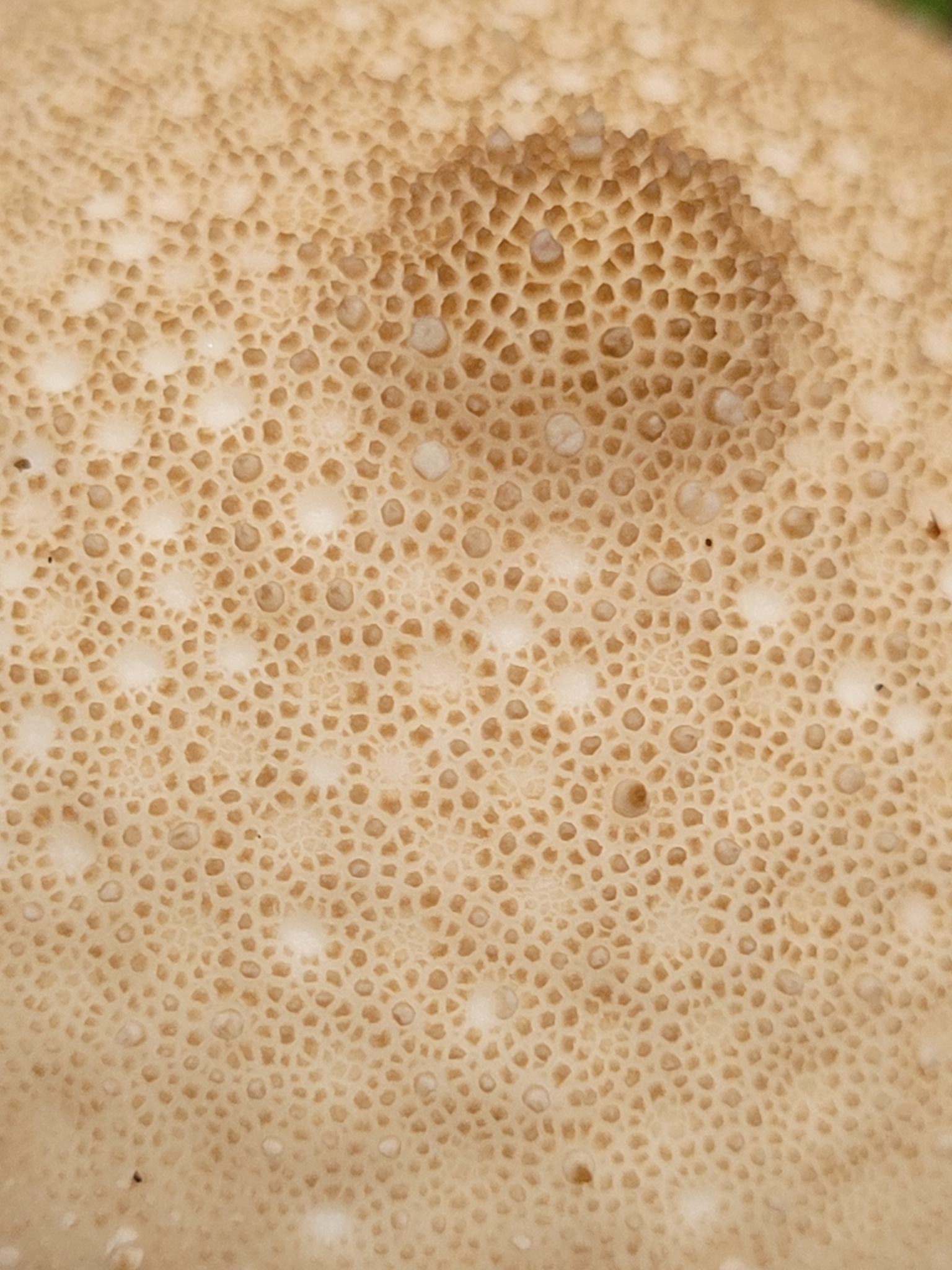
Perte des aiguillons créant des aréoles.
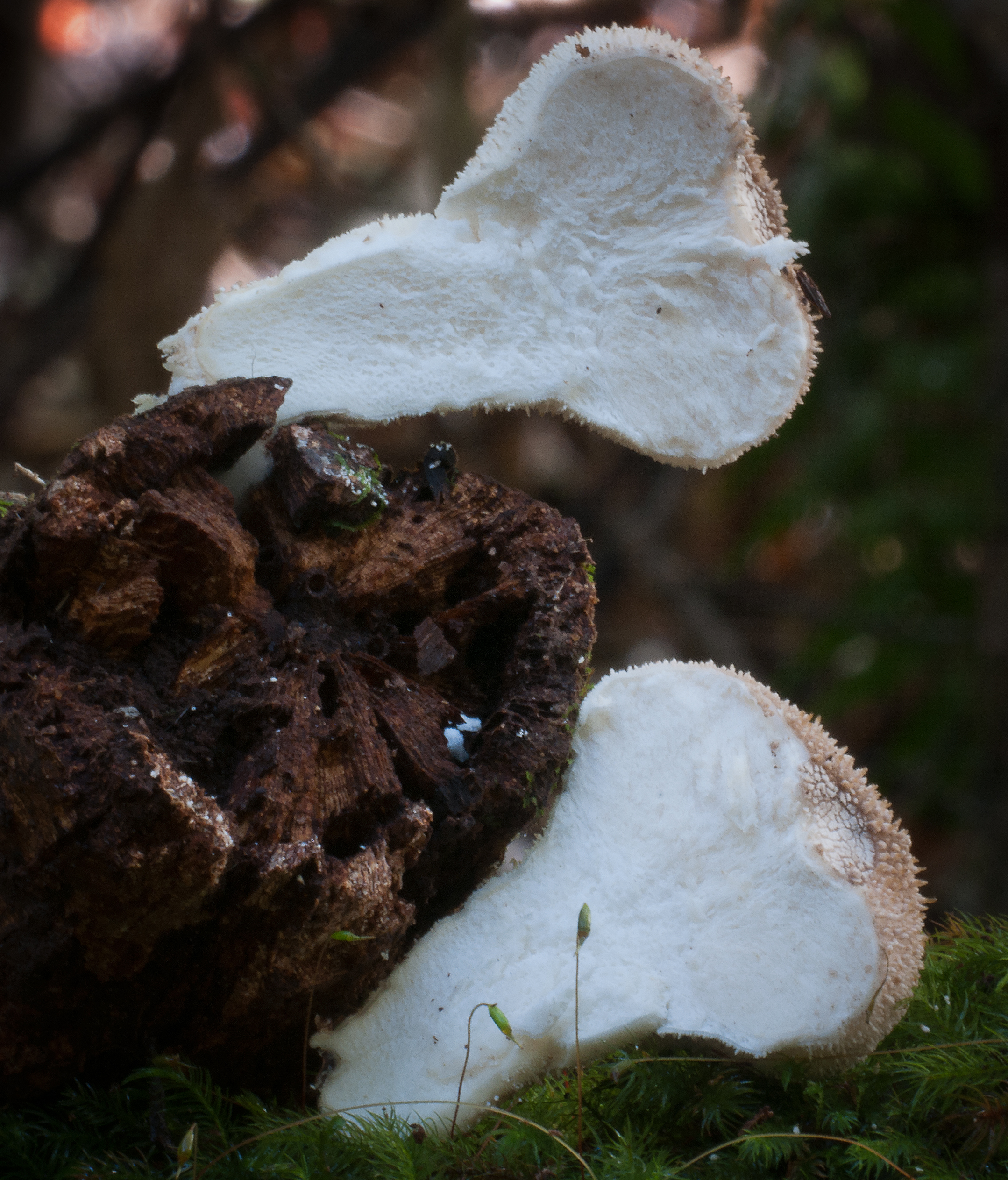
Comestible quand la gleba est blanche et ferme.
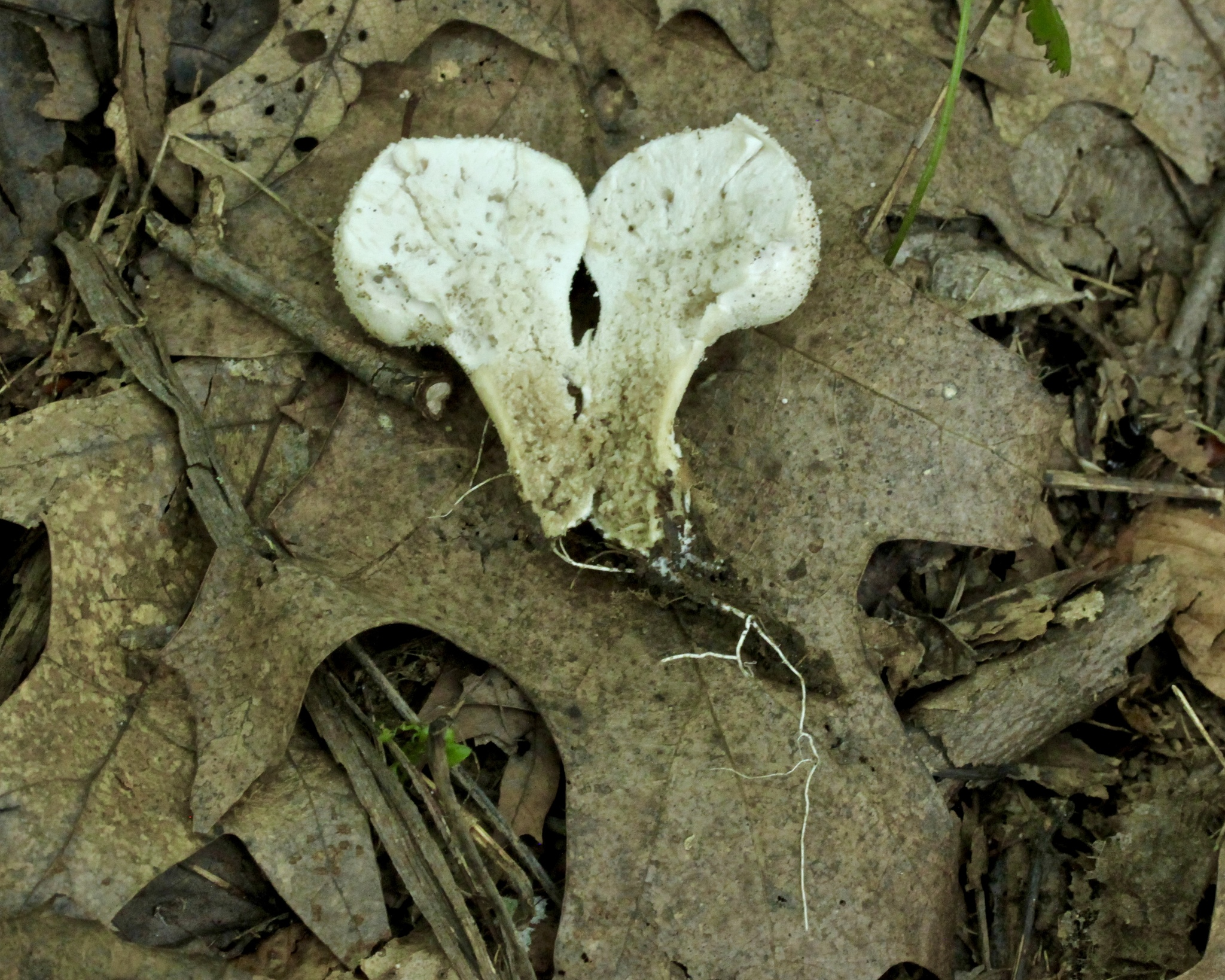
Chair du pied brune caractéristique.
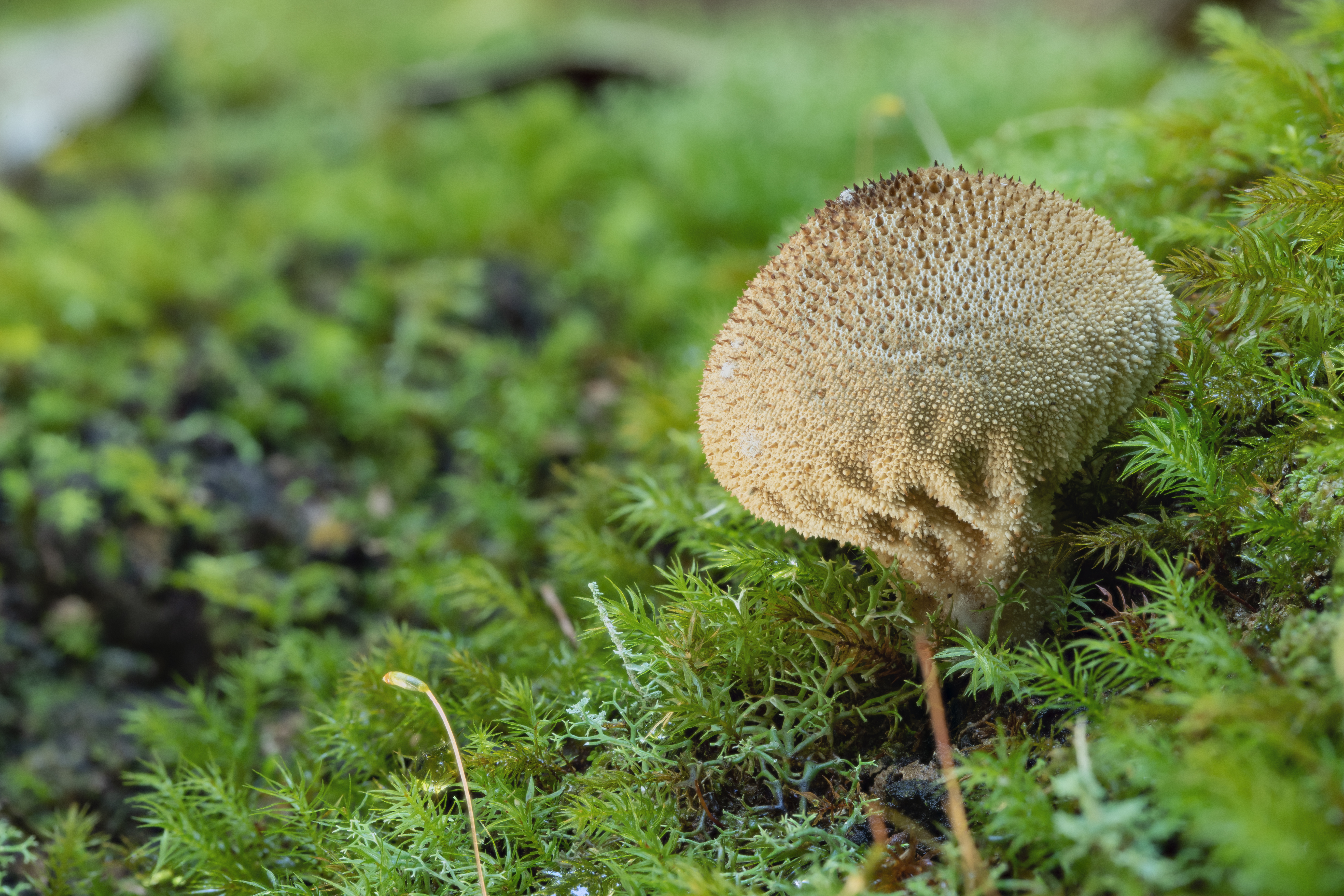
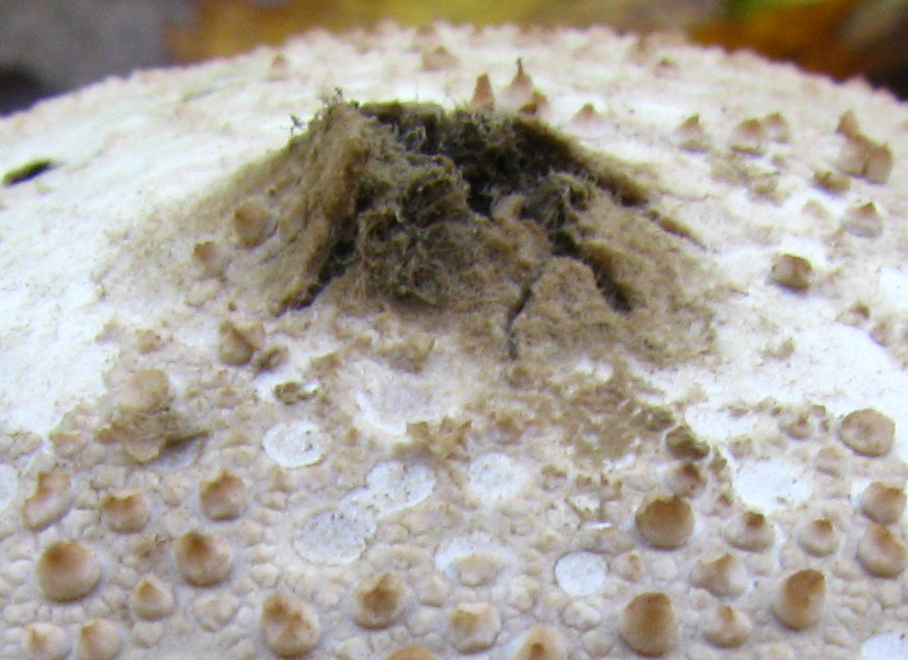
Pore d'expulsion des spores.
- Vesse-de-loup perlée, éjection des spores.
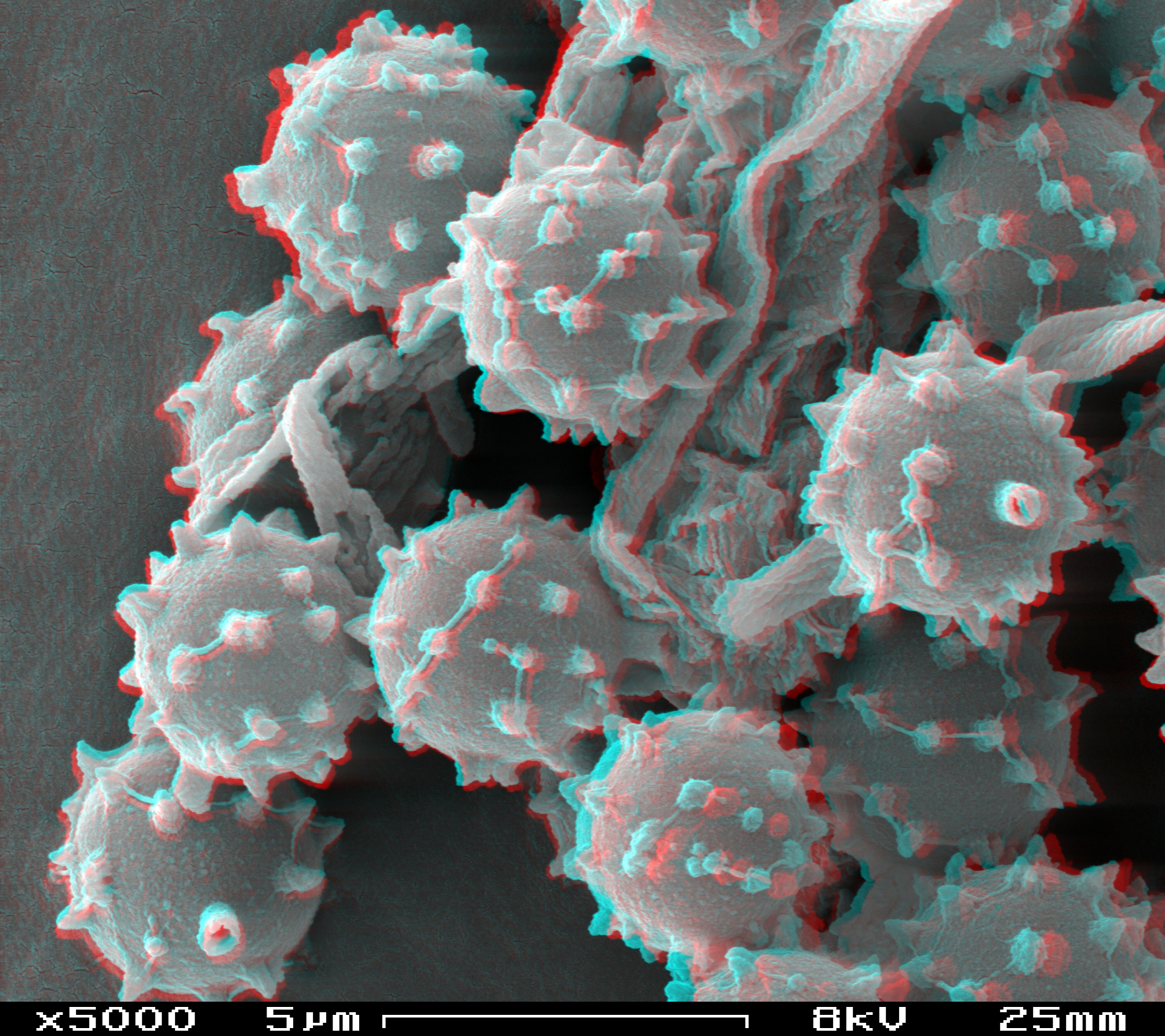
Spores (x 5000).
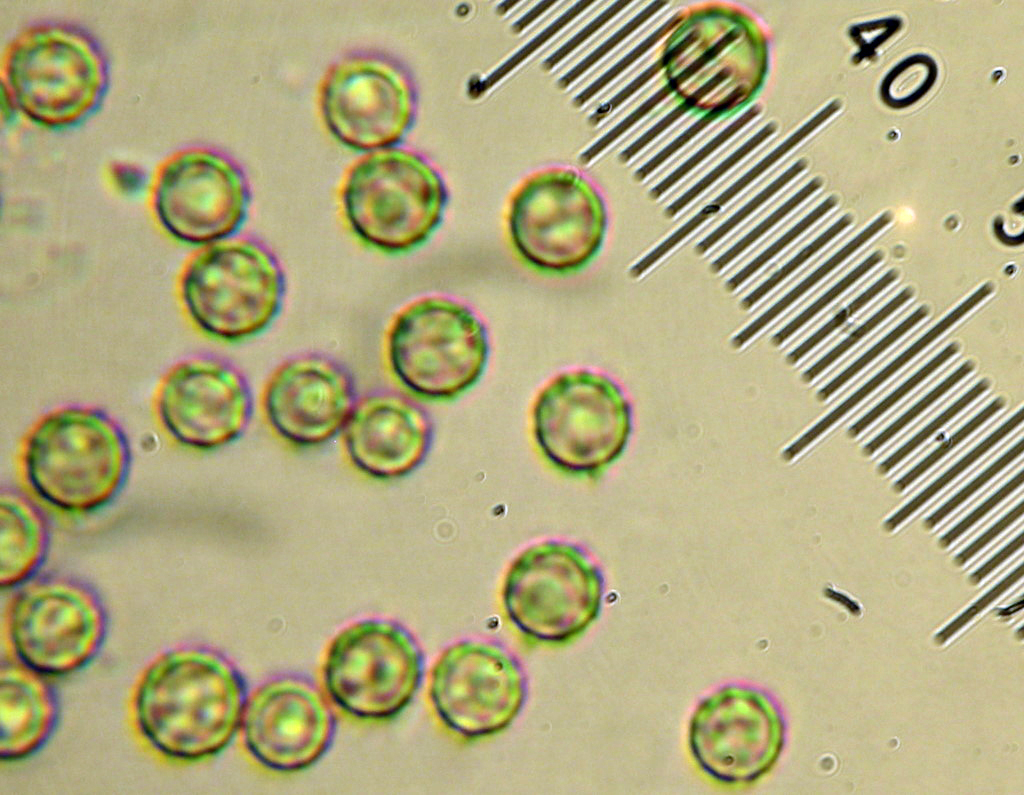
Spores.
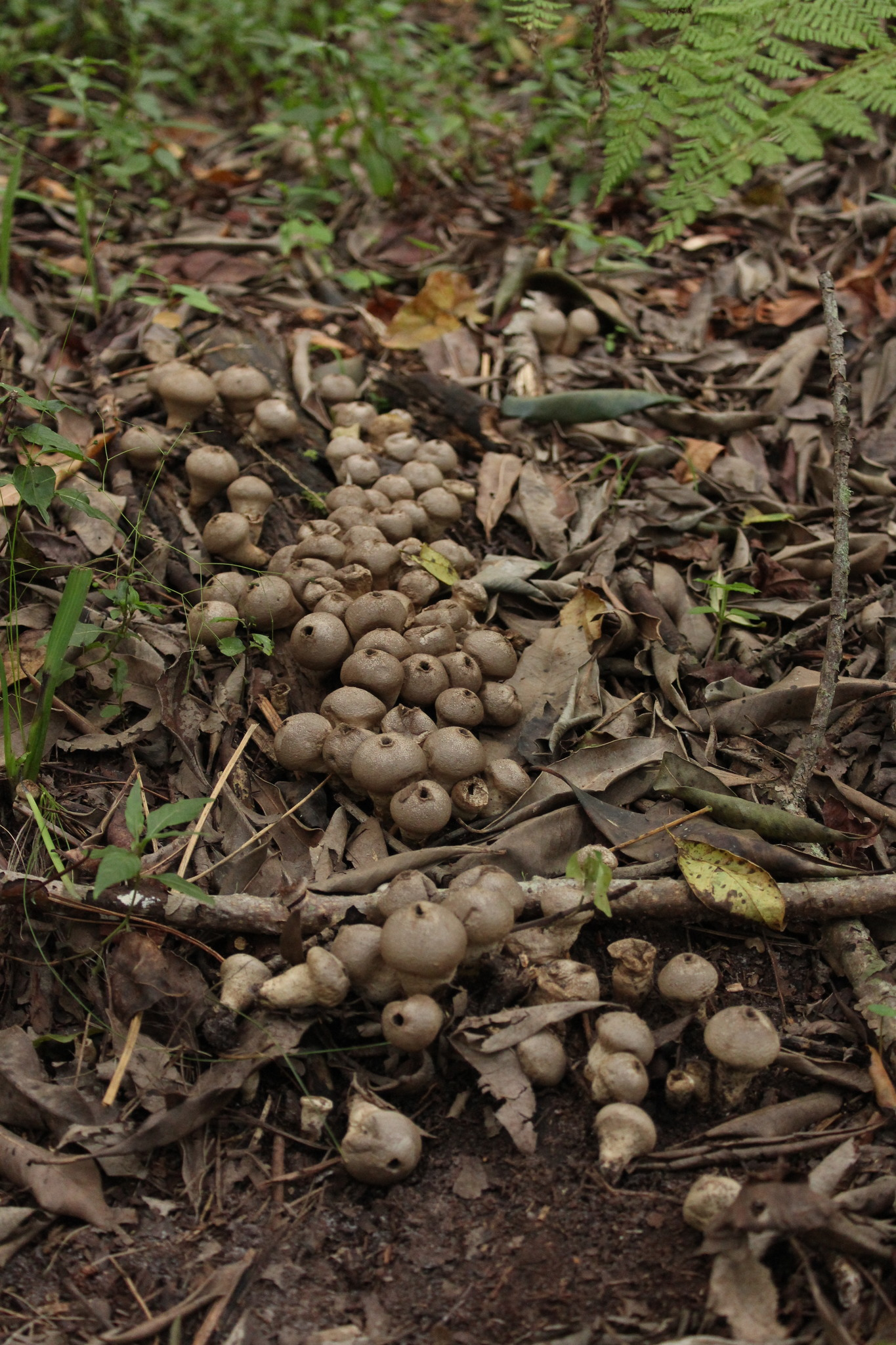
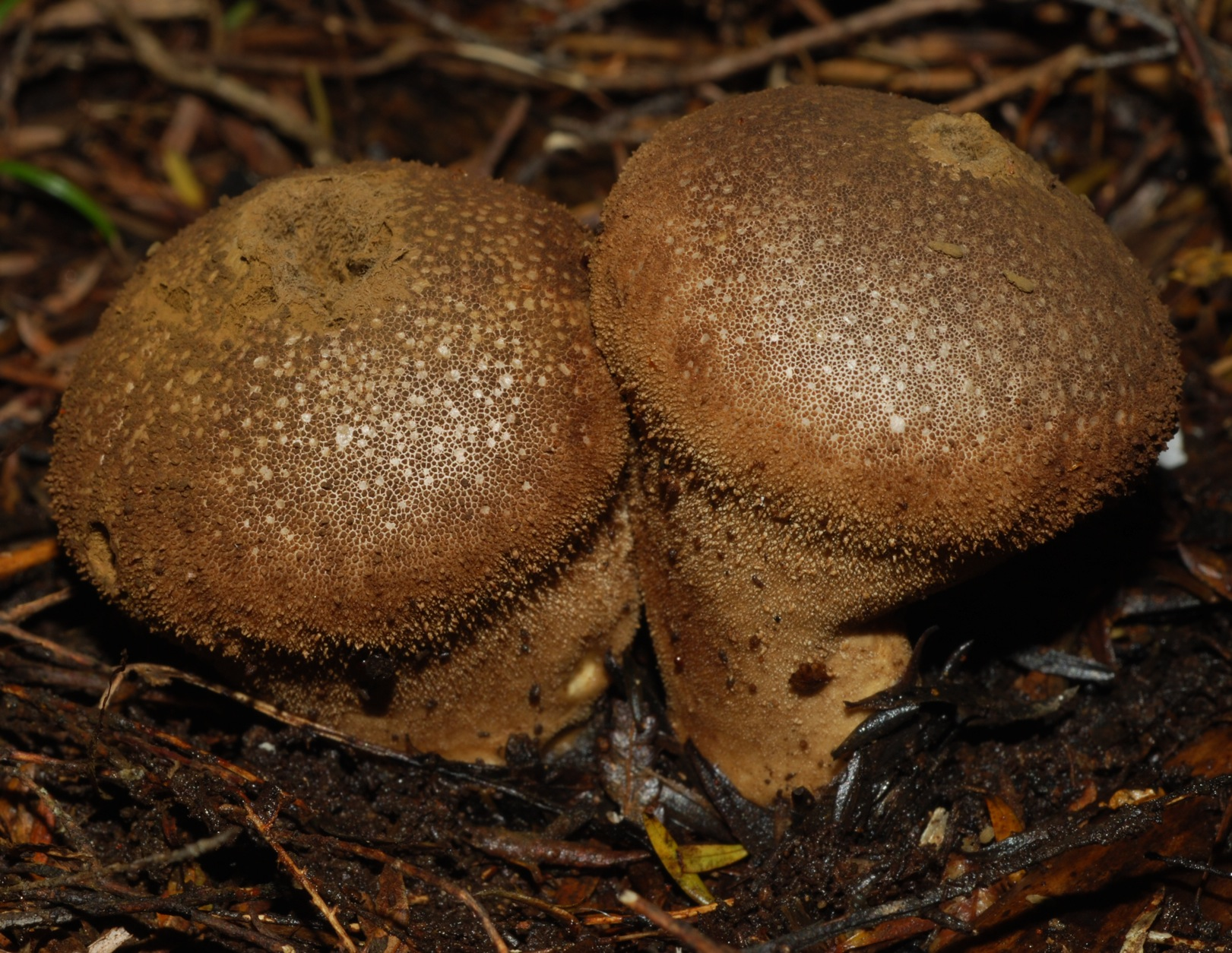
Vesses-de-loup perlées vieillissantes.
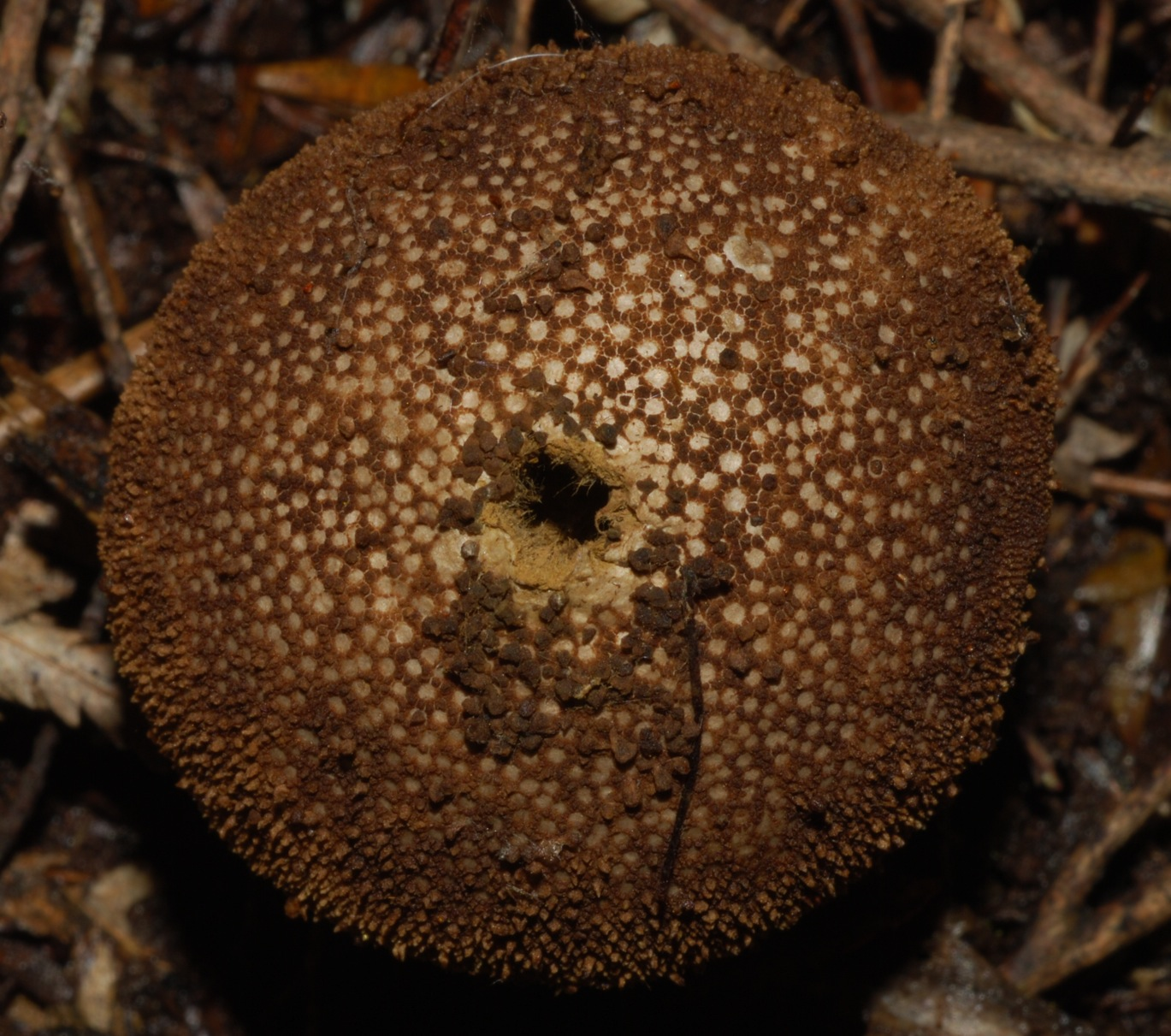
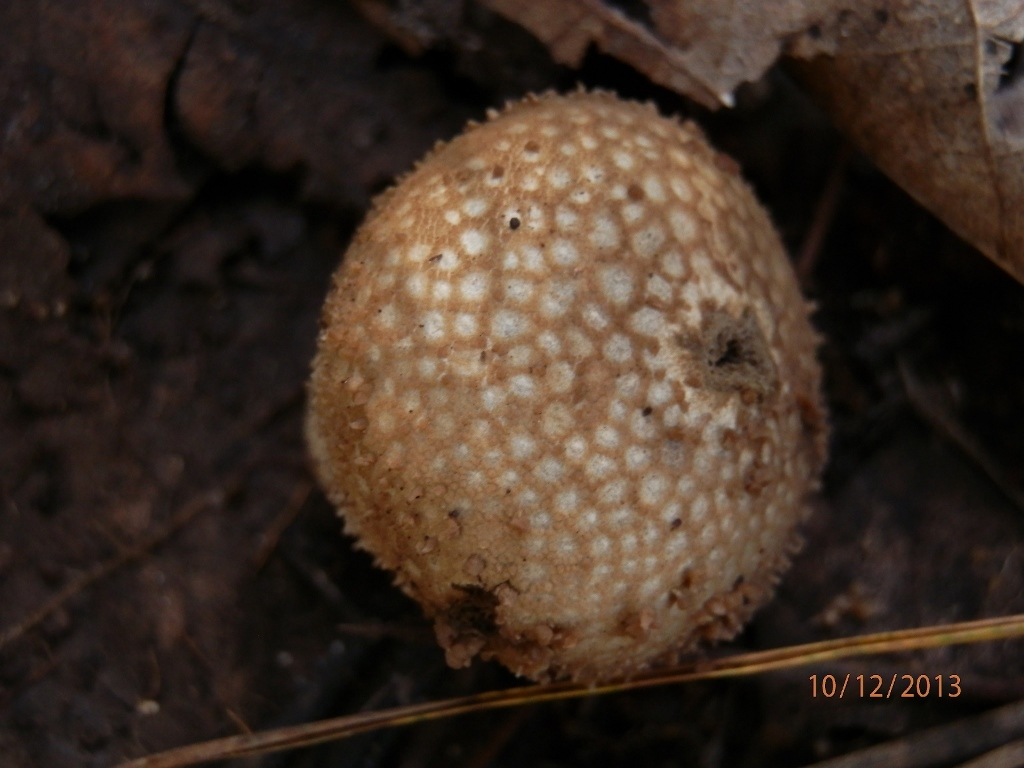
Perte des aiguillons créant des aréoles caractéristiques.
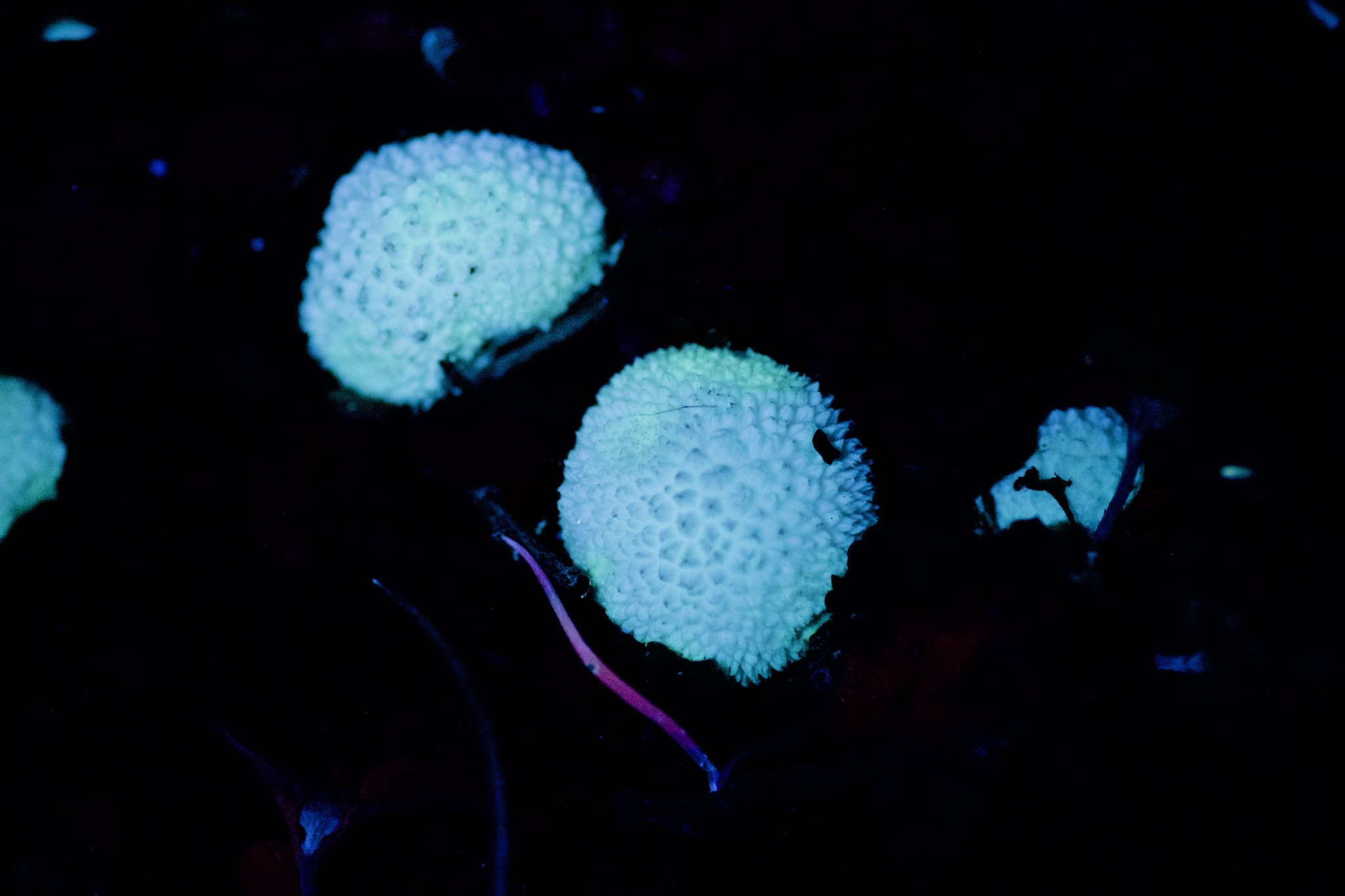
Fluorescence induite par les ultraviolets d'une lampe.

## Confusions possibles
Les « œufs » de certaines amanites mortelles peuvent être confondus avec les Vesses-de-loup perlées. Pour cette raison ces champignons doivent toujours être tranchés à la verticale et on doit inspecter les structures de développement d'un champignon. Toutefois, les Amanites n'ont généralement ni « perles », ni de surface bosselée.
Trois caractéristiques distinguent ce champignon dans sa phase comestible de sa phase de maturité, et d'autres champignons. :
- l'aspect blanc, épineux de sa surface avec des « perles » molles qui se détachent lors des manipulations.
- la forme arrondie et effilée, souvent en forme de poire inversée, sans ouverture visible.
- la structure interne est uniforme, douce et d'un blanc pur quand le champignon est immature et comestible. Les formes d'âge mûr avec des spores sont de couleur jaune à olive à l'intérieur

À maturité, la chair stérile du pied de Lycoperdon pyriforme, également comestible, reste blanche alors que celle de L. perlatum devient brun olive. De plus, sa surface est beaucoup plus lisse et il pousse directement sur du bois,. Quant à Lycoperdon foetidum, il possède également des verrues qui tombes, mais elles sont minces, aigus et sombres.

## Écologie et répartition
La Vesse-de-loup perlée pousse en solitaire ou en troupe en été et en automne sur terre parmi les aiguilles des forêts de conifères et ainsi que dans les forêts mixtes. Elle est plus rare en prairie. Très fréquente en Europe, elle a une répartition mondiale.
La Vesse-de-loup perlée est une source de nourriture pour de nombreux animaux mycophages comme le Grand polatouche en Amérique du Nord et les larves du coléoptère Caenocara subglobosum (en) en Europe.
Lycoperdon perlatum est une espèce endomycorhizienne. Cette symbiose avec ses arbres hôtes augmente de manière significative leur développement racinaire, tant en termes de surface que de longueur et du nombre de pointes. Elle leur permet aussi de renforcer de façon importante leur résistance aux stress, par exemple à la sécheresse, en modifiant l'architecture du système racinaire et en augmentant les mécanismes de régulation osmotique, notamment de la proline et des sucres solubles, ce qui permet d'assurer une demande en eau normale. De même, elle permet une meilleure élimination des dérivés réactifs de l'oxygène liés au stress comme le peroxyde d'hydrogène.

## Usages

### Comestibilité
La Vesse-de-loup perlée est considérée comme comestible quand elle est jeune et que la gleba est homogène et blanche. Elle devient non comestible à mesure qu'elle vieillit : la glèbe devient jaunâtre, puis se développe finalement en une masse poudreuse de spores vert-olive,. Les avis quant à son intérêt culinaire divergent : les mycologues français Guillaume Eyssartier et Pierre Roux pensent que son goût insipide et sa chair molle n'ont qu'un intérêt expérimental alors que pour les mycologues américains David Fischer et Alan Bessette, la chair stérile du pied a un goût remarquablement semblable à celui des morilles. Le mycologue suédois du XIXe siècle Elias Magnus Fries recommande de la sécher et de la servir avec de l'huile, du sel et du poivre.
Elle est consommée ou considérée comme comestible au Bénin, au Bhoutan, en Bulgarie, au Canada, en Chine, en Inde, au Kirghizistan, au Mexique, au Népal, en Russie, en Turquie, en Ukraine, aux États Unis, au Zimbabwe et en Suisse. Les Vesses-de-Loup en général, et cette espèce en particulier, ont été une importante source alimentaire pour les Amérindiens d'Amérique du Nord dont les Tepehuanes, les Kiowas et les Iroquois,. Les Zuñis en utilisaient de grandes quantités fraîches ou séchées pendant les mois d'hiver. Il semble qu'au XXIe siècle, seuls les Mexicains en font commerce sur les étals de marché.

### Valeur nutritionnelle
La valeur nutritionelle de 100 g de Vesse-de-loup perlée sèche est de 441,1 kcal, 42 g de glucides, 10,6 g de lipides et 44,9 g de protéines.

### Autres usages
Les Cherokees et les Yukis utilisaient la Vesse-de-loup perlée comme cicatrisant pour les plaies alors que les Pieds-Noirs, les Pawnees, les Poncas, les Omahas et les Sioux l'utilisaient comme hémostatique. Les Pieds-Noirs l'utilisaient aussi comme décoration de tipi et encens pour éloigner les fantômes.

## Toxicité
Lycoperdon perlatum a une forte tendance à accumuler le sélénium et les métaux lourds.
Les spores de Lycoperdon perlatum sont ornées de nombreux piquants microscopiques qui peuvent causer une grave irritation des poumons lorsqu'elles sont inhalées directement, une maladie respiratoire nommée lycoperdonosis (en). Cette maladie a également été signalée chez le chien lorsqu'il joue avec les champignons.

## Constituants et propriétés
Plusieurs composés chimiques ont été isolés et identifiés à partir des sporophores de Lycoperdon perlatum, principalement des dérivés de stérols dont des composés volatils qui lui donnent son goût et son odeur (3-octanone, 1-octen-3-ol et (Z)-3-octen-1-ol) et un acide aminé inhabituel : l'acide lycoperdique.
Lycoperdon perlatum présente des propriétés esterolytiques similaires à celles d'autres estérases, des propriétés antioxydantes, des propriétés antimicrobiennes contre Staphylococcus aureus, Escherichia coli et Bacillus cereus mais pas contre Pseudomonas aeruginosa et des propriétés antifongiques contre Candida albicans, Candida tropicalis, Candida glabrata, Aspergillus fumigatus, Alternaria solani, Botrytis cinerea et Verticillium dahliae.